# Synanthedon guineabia
Synanthedon guineabia is een vlinder uit de familie wespvlinders (Sesiidae), onderfamilie Sesiinae.
Synanthedon guineabia is voor het eerst wetenschappelijk beschreven door Strand in 1913. De soort komt voor in het Afrotropisch gebied.